# Clare Fischer
Clare Fischer (22. října 1928 Durand, Michigan, USA – 26. ledna 2012 Los Angeles, Kalifornie, USA) byl americký hudební skladatel, hráč na různé klávesové nástroje a aranžér. V padesátých letech spolupracoval s vokální skupinou The Hi-Lo's. Byl jedenáctkrát nominován na cenu Grammy a dvakrát ji získal. Spolupracoval s mnoha umělci, mezi které patří mimo jiné například Dizzy Gillespie, George Shearing, Paul McCartney, Prince a Michael Jackson.